# Screen Actors Guild-életműdíj
A Screen Actors Guild-életműdíjat (Screen Actors Guild Life Achievement Award) a SAG-AFTRA nevű amerikai színészszakszervezet adja át azoknak, akik „a színészi hivatás legnemesebb eszméit ültetik át a gyakorlatba”. Több mint harminc évvel az első SAG-díjátadó ceremónia előtt, 1962-ben adták át először, azóta minden évben kiosztásra kerül (kivéve 1964-ben, 1981-ben és 2021-ben).

## Díjazottak
Az alábbi színészek és színésznők kapták meg eddig a díjat.
| 1960-as évek - 1960: --- - 1961: --- - 1962: Eddie Cantor - 1963: Stan Laurel - 1964: nem adták át a díjat - 1965: Bob Hope - 1966: Barbara Stanwyck - 1967: William Gargan - 1968: James Stewart - 1969: Edward G. Robinson 1970-es évek - 1970: Gregory Peck - 1971: Charlton Heston - 1972: Frank Sinatra - 1973: Martha Raye - 1974: Walter Pidgeon - 1975: Rosalind Russell - 1976: Pearl Bailey - 1977: James Cagney - 1978: Edgar Bergen - 1979: Katharine Hepburn 1980-as évek - 1980: Leon Ames - 1981: nem adták át a díjat - 1982: Danny Kaye - 1983: Ralph Bellamy - 1984: Iggie Wolfington - 1985: Paul Newman és Joanne Woodward - 1986: Nanette Fabray - 1987: Red Skelton - 1988: Gene Kelly - 1989: Jack Lemmon | 1990-es évek - 1990: Brock Peters - 1991: Burt Lancaster - 1992: Audrey Hepburn - 1993: Ricardo Montalbán - 1994: George Burns - 1995: Robert Redford - 1996: Angela Lansbury - 1997: Elizabeth Taylor - 1998: Kirk Douglas - 1999: Sidney Poitier 2000-es évek - 2000: Ossie Davis és Ruby Dee - 2001: Ed Asner - 2002: Clint Eastwood - 2003: Karl Malden - 2004: James Garner - 2005: Shirley Temple Black - 2006: Julie Andrews - 2007: Charles Durning - 2008: James Earl Jones - 2009: Betty White 2010-es évek - 2010: Ernest Borgnine - 2011: Mary Tyler Moore - 2012: Dick Van Dyke - 2013: Rita Moreno - 2014: Debbie Reynolds - 2015: Carol Burnett - 2016: Lily Tomlin - 2017: Morgan Freeman - 2018: Alan Alda - 2019: Robert De Niro | 2020-as évek - 2020: nem adták át a díjat - 2021: Helen Mirren - 2022: Sally Field - 2023: Barbra Streisand - 2024: Jane Fonda |

## Fordítás
- Ez a szócikk részben vagy egészben  a   Screen Actors Guild Life Achievement Award című angol Wikipédia-szócikk ezen változatának fordításán alapul.  Az eredeti cikk szerkesztőit annak laptörténete sorolja fel. Ez a jelzés csupán a megfogalmazás eredetét és a szerzői jogokat jelzi, nem szolgál a cikkben szereplő információk forrásmegjelöléseként.